# بخش ایسیلکولسکی
بخش ایسیلکولسکی (به لاتین: Isilkulsky District) یک منطقهٔ مسکونی در روسیه است که در استان اومسک واقع شده‌است.